# Katedra Turkologii Instytutu Orientalistyki Uniwersytetu Jagiellońskiego
Katedra Turkologii Instytutu Orientalistyki UJ – jednostka Instytutu Orientalistyki na Wydziale Filologicznym Uniwersytetu Jagiellońskiego. Realizuje studia pierwszego i drugiego stopnia na kierunku filologia orientalna – turkologia. Jest to najstarszy z polskich akademickich ośrodków turkologicznych.

## Historia

### Przed II wojną światową
Początki studiów turkologicznych na Uniwersytecie Jagiellońskim łączą się z postacią prof. Tadeusza Kowalskiego, wybitnego orientalisty, prekursora nowoczesnej polskiej turkologii. Podczas I wojny światowej, jeszcze jako docent, prowadził wykłady z języka osmańskiego, a materiały językowe do pracy naukowej zdobywał m.in. w szpitalu wojskowym, pełniąc funkcję tłumacza rannych żołnierzy XV Korpusu Tureckiego. Po otrzymaniu nominacji na profesora nadzwyczajnego Tadeusz Kowalski objął w 1919 roku nowo utworzoną Katedrę Filologii Orientalnej, a w programie nauczania uwzględnił, obok przedmiotów arabistycznych i iranistycznych, również przedmioty turkologiczne. Zainteresowania badawcze Kowalskiego obejmowały: język osmański i jego dialekty, język kipczacki, język karaimski, zapożyczenia tureckie w języku polskim, kulturę, religię, literaturę oraz folklor. W okresie międzywojennym Katedra Filologii Orientalnej kształciła wszechstronnie rozwiniętych orientalistów, wielu z nich zostało później naukowcami w różnych ośrodkach akademickich. Uczniem, a następnie przez krótki czas asystentem, Tadeusza Kowalskiego był Ananiasz Zajączkowski, który w 1932 roku przeniósł się na Uniwersytet Warszawski, gdzie przyczynił się do utworzenia zrębów tamtejszej turkologii.

### Po II wojnie światowej
Po śmierci profesora Kowalskiego w 1948 roku Katedrę Filologii Orientalnej objął mediewista i arabista prof. Tadeusz Lewicki, a przedmioty turkologiczne wykładał ałtaista i mongolista prof. Marian Lewicki. W następnych dziesięcioleciach następowało stopniowe rozbudowywanie programu dydaktycznego, związane z rozwojem kadry turkologicznej. Wykładali tu m.in. dr Władysław Zimnicki, prof. Włodzimierz Zajączkowski, prof. Jan Ciopiński, dr Jerzy Lisowski, prof. Stanisław Stachowski, dr Teresa Ciecierska-Chłapowa. Wśród dominujących w owym czasie tematów badawczych wymienić należy: język, folklor i literaturę Karaimów polskich, język i literaturę Gagauzów, literaturę staroturkijską i osmańską, onomastykę turecką, paleografię, tureckie teksty transkrybowane, turcyzmy w językach słowiańskich, kontakty polsko-tureckie.
W 1972 roku Katedrę Filologii Orientalnej przekształcono w Instytut Filologii Orientalnej, a w jego ramach utworzono Zakład Turkologii. W latach 1973–1982 funkcję kierownika Zakładu pełnił prof. Włodzimierz Zajączkowski, a po jego śmierci prof. Jan Ciopiński (w latach 1982–2000). Od 1 października 2000 roku do chwili obecnej Zakładem Turkologii kieruje prof. Ewa Siemieniec-Gołaś. W 2013 roku Zakład Turkologii przekształcił się w Katedrę Turkologii.

## Zespół Katedry Turkologii UJ
W skład pracowników Katedry Turkologii wchodzą w roku 2022 następujące osoby:
- kierownik: dr hab. Grażyna Zając, prof. UJ
- prof. dr hab. Ewa Siemieniec-Gołaś
- dr hab. Marzanna Pomorska
- dr Hilal Oytun Altun
- dr Sylwia Filipowska
- dr Jordanka Georgiewa-Okoń
- dr Piotr Nykiel
- dr Agata Pawlina
- dr Barbara Podolak

## Obszary badawcze
Główne obszary badawcze pracowników Katedry Turkologii stanowią następujące tematy:
- językoznawstwo tureckie (ze szczególnym uwzględnieniem leksykologii, słowotwórstwa, dialektologii i etymologii)
- inne języki turkijskie (m.in. osmański, czuwaski, karaczajsko-bałkarski, czułymski, tuwiński, kazachski, baszkirski)
- literatura turecka XIX i XX wieku
- najnowsza literatura turecka
- literatura Turków cypryjskich
- literatura azerbejdżańska
- historia Imperium Osmańskiego i Republiki Turcji
- polsko-tureckie stosunki kulturalne
- turcyzmy w języku polskim
- polska literatura podróżnicza i publicystyczna związana z Turcją
- kultura Turków
- tureckie rękodzieło artystyczne
- wpływy tureckie na Bałkanach
- historia turkologii

## Współpraca międzynarodowa
W ramach programu Erasmus+ Studia Katedra Turkologii współpracuje z ośrodkami naukowymi w Turcji i w Europie:
- Uniwersytet Akdeniz (Antalya, Turcja)
- Uniwersytet Anadolu (Eskişehir, Turcja)
- Bartın Üniversitesi (Bartın, Turcja)
- Fatih Sultan Mehmet Vakıf Üniversitesi (Stambuł, Turcja)
- Gaziosmanpaşa Üniversitesi (Tokat, Turcja)
- Uniwersytet Hacettepe (Ankara, Turcja)
- Yıldız Teknik Üniversitesi (Stambuł, Turcja)
- Uniwersytet „Gabriele d’Annunzio” (Chieti, Włochy)
- Uniwersytet Wileński (Wilno, Litwa)

## Program studiów turkologicznych
Katedra prowadzi studia pierwszego i drugiego stopnia na kierunku filologia orientalna – turkologia:
- Studia I stopnia obejmują takie zagadnienia kierunkowe jak: praktyczna nauka języka tureckiego, gramatyka opisowa języka tureckiego, przegląd języków turkijskich, język staroturkijski, gramatyka historyczna, lektura tekstów osmańskich, literatura turecka (od czasów najdawniejszych po wiek XX), historia Turcji, kultura Turków, geografia i antropologia, folklor turecki, religia, drugi język turkijski.
- Studia II stopnia obejmują takie zagadnienia kierunkowe jak: praktyczna nauka języka tureckiego, język specjalistyczny, współczesna literatura turecka, literatura azerbejdżańska, paleografia, zagadnienia współczesnego islamu, drugi język turkijski.